# パーセント

「%」：百分率

| 1単位 | 量          | 指数  |
| ----- | ----------- | ----- |
| 1 %   | 0.01        | 10−2  |
| 1 ‰   | 0.001       | 10−3  |
| 1 ‱   | 0.0001      | 10−4  |
| 1 ppm | 0.000001    | 10−6  |
| 1 ppb | 0.000000001 | 10−9  |
| 1 ppt | 0.000000001 | 10−12 |
| 1 ppq | 0.000000001 | 10−15 |

パーセント（英: percent, percentage, %）、百分率（ひゃくぶんりつ）は、割合を示す単位で、全体を百として示すものをいう。
割合を示す単位には、他に全体を千とするパーミル（千分率、‰）や、万とするパーミリアド（ベーシスポイント、万分率、‱）などがある。

## 語源
ラテン語の "per centum" が語源であり、per は「毎に」、centum は「百」を意味する。また、パーセント記号そのものはイタリア語の "per cento" を縮めて書いたものがもとになっている。ドイツ語では Prozent といい、このため古い文献ではプロセントと表記されている。

## 用例
例えば、ある会社のその年の売上高が、前年の100億円から120億円に増加したとき、「売上高が前年から20 %増加」などと表記する。パーセントは100を越えることもあり、「今年の売上高は前年比120 %」と表記しても良い。
しかし、「支持率が50 %から10 %増加して60 %になった」などという表現は、数学的には誤用である。50 %から10 %の増加であれば、
0.50 + (0.50 × 0.10) = 0.55 = 55 %
だからである。正しくは「支持率が50 %から10パーセントポイント増加して60 %になった」となる。なお、「パーセントポイント」は単に「ポイント」と言われることも多く、日本では「パーセントポイント」と言われることは稀である。
なお、パーセントポイントの100分の1はベーシスポイント (bp) と呼ばれ、金融分野で金利スプレッドや利上げ・利下げ幅などの表示にしばしば用いられる（例えば金利が0.1 %から0.15 %に上がった場合は「5 bpの利上げ」のように表現する）。
道路の傾き（勾配）を示す場合にも用いる。水平方向に100 m進むと5 m上がる（または下がる）坂道の勾配は5 %である。ちなみに、道路ではパーセント（百分率）を用いる（日本の道路標識#警戒標識の「上り急勾配あり (212の3)」など）のに対して、鉄道ではパーミル（千分率、‰）が用いられる（5 %の代わりに50 ‰を用いる）。

## 計算式
ある割合をパーセント表記したときの数値は、元の割合の数値の100倍である。
パーセント表記した割合の数値 ＝ 割合の数値 × 100
割合の数値を、対象となる数値と基準となる数値とを用いて表すと、次式になる。
パーセント表記した割合の数値 ＝ （対象となる数値 ÷ 基準となる数値）× 100

## 英語表記
イギリスでは、イギリス英語: "per cent"と2語で書かれることが多い（しかし、"percentage" や "percentile" は1語である）。一方アメリカ合衆国ではアメリカ英語: "percent"と1語で書かれる。またEU諸国では一般的にイギリス英語の方が好まれる傾向にあるが、英語で書くときには "percent" と1語で表記される。なお、20世紀の初め頃までは、2語で書く場合は"per cent."のように最後にピリオドを付けていた。この表記法は今でも契約書の中などに見られることがある。

## スペース
数値とパーセント記号との間にスペースを入れる流儀と入れない流儀がある（"100 %" か "100%" か）。Chicago Manual of Style（シカゴ大学出版局）ではスペースなしを奨励している。一方、国際単位系やISOの規格では、角度の度分秒の記号（° '  " ）以外の全ての単位記号（℃、％を含めて）の前にスペースを入れると定めている。したがって科学論文でも本来はスペースを入れるのが正式であるが、実情では国際誌においてもスペースを入れない表記が多くみられる。詳細は、パーセント記号#スペースを参照。

### 単位
- パーミル（‰、千分率）
- ベーシスポイント（‱、万分率）
- ppm（パーツ・パー・ミリオン、百万分率）
- ppb（パーツ・パー・ビリオン、十億分率）
- ppt（パーツ・パー・トリリオン、一兆分率）
- ppq（パーツ・パー・クアッドリリオン、千兆分率）
- パーセンテージポイント（パーセントで表された2つの値の差）